# Spino d'Adda
Spino d'Adda é uma comuna italiana da região da Lombardia, província de Cremona, com cerca de 5.892 habitantes. Estende-se por uma área de 19 km², tendo uma densidade populacional de 310 hab/km². Faz fronteira com Boffalora d'Adda (LO), Dovera, Merlino (LO), Pandino, Rivolta d'Adda, Zelo Buon Persico (LO).

## Demografia
| Variação demográfica do município entre 1861 e 2011                               |
|                                                                                   |
| Fonte: Istituto Nazionale di Statistica (ISTAT) - Elaboração gráfica da Wikipedia |